# Região Metropolitana de Umuarama
A Região Metropolitana de Umuarama (RMU), reúne 24 municípios do estado do Paraná .
A região é uma das mais dinâmicas no cenário econômico paranaense e representa 0,13% do Produto Interno Bruto (PIB) nacional e 2,05% do PIB parananaense, ou seja, cerca de 7,7 bilhões de reais (2015).
Conforme a estimativa populacional do InstitutoBrasileiro de Geografia e Estatística (IBGE), em 2020, a RMU chegou a marca de 314 678 habitantes.

## Municípios
Criada pela Lei Complementar Estadual n.º 149/12, a Grande Umuarama é composta atualmente por 24 municípios:
| Município               | Legislação                | Área (km²) | População (est. 2020) | IDH         | PIB em mil R$ (2018) |
| ----------------------- | ------------------------- | ---------- | --------------------- | ----------- | -------------------- |
| Alto Paraíso            | Lei Compl. Est. nº 149/12 | 967,771    | 2 685                 | 0,678 médio | 96 375,77            |
| Alto Piquiri            | Lei Compl. Est. nº 149/12 | 447,722    | 9 778                 | 0,676 médio | 305 786,39           |
| Altônia                 | Lei Compl. Est. nº 149/12 | 661,558    | 22 176                | 0,721 alto  | 378 302,16           |
| Brasilândia do Sul      | Lei Compl. Est. nº 149/12 | 291,039    | 2 585                 | 0,681 médio | 192 409,66           |
| Cafezal do Sul          | Lei Compl. Est. nº 149/12 | 336,205    | 4 009                 | 0,692 médio | 103 376,96           |
| Cidade Gaúcha           | Lei Compl. Est. nº 149/12 | 403,044    | 12 797                | 0,718 alto  | 414 644,06           |
| Cruzeiro do Oeste       | Lei Compl. Est. nº 149/12 | 779,222    | 20 947                | 0,717 alto  | 828 972,54           |
| Douradina               | Lei Compl. Est. nº 149/12 | 419,852    | 8 869                 | 0,724 alto  | 592 066,47           |
| Esperança Nova          | Lei Compl. Est. nº 149/12 | 138,56     | 1 665                 | 0,689 médio | 49 444,72            |
| Francisco Alves         | Lei Compl. Est. nº 149/12 | 321,898    | 5 993                 | 0,669 médio | 195 959,96           |
| Icaraíma                | Lei Compl. Est. nº 149/12 | 675,241    | 7 786                 | 0,666 médio | 232 809,28           |
| Iporã                   | Lei Compl. Est. nº 149/12 | 647,894    | 13 782                | 0,706 alto  | 366 770,61           |
| Ivaté                   | Lei Compl. Est. nº 149/12 | 410,907    | 8 240                 | 0,706 alto  | 195 702,18           |
| Maria Helena            | Lei Compl. Est. nº 149/12 | 486,234    | 5 634                 | 0,703 alto  | 108 577,31           |
| Mariluz                 | Lei Compl. Est. nº 149/12 | 433,170    | 10 336                | 0,639 médio | 230 261,54           |
| Nova Olímpia            | Lei Compl. Est. nº 149/12 | 136,308    | 5 826                 | 0,710 alto  | 82 512,48            |
| Perobal                 | Lei Compl. Est. nº 149/12 | 406,707    | 6 160                 | 0,713 alto  | 182 646,93           |
| Pérola                  | Lei Compl. Est. nº 149/12 | 240,635    | 11 321                | 0,700 alto  | 338 767,27           |
| São Jorge do Patrocínio | Lei Compl. Est. nº 149/12 | 404,689    | 5 586                 | 0,676 médio | 115 678,88           |
| Tapejara                | Lei Compl. Est. nº 149/12 | 591,400    | 16 345                | 0,703 alto  | 452 093,56           |
| Tapira                  | Lei Compl. Est. nº 149/12 | 434,367    | 5 495                 | 0,697 médio | 129 044,03           |
| Tuneiras do Oeste       | Lei Compl. Est. nº 162/13 | 24.810     | 8 533                 | 0,695 médio | 201 176,45           |
| Umuarama                | Lei Compl. Est. nº 149/12 | 1.232,799  | 112 500               | 0,761 alto  | 3 390 618,27         |
| Xambrê                  | Lei Compl. Est. nº 149/12 | 359,713    | 5 630                 | 0,706 alto  | 95 132,65            |
| Total                   |                           | 11,400 637 | 314 678               | 0,697 médio | 9 279 130,13         |